# 역삼도서관
역삼도서관은 서울특별시 강남구에 있는 도서관이다.

## 연혁
- 2007.10.09 개관

## 이용 안내
이용 시간
- 자료실 및 멀티미디어실: 09:00~18:00 (화~금) / 09:00~17:00 (토,일)
- 열람실(집중학습실): 07:00~22:00

휴관일
- 매주월요일
- 일요일을 제외한 법정공휴일